# Morti nel 1859

## Gennaio(22)
- 4 gennaio - Andrea Ranzi, chirurgo italiano (n. 1810)
- 5 gennaio - Costanzio I di Costantinopoli, arcivescovo ortodosso greco (n. 1770)
- 9 gennaio - Teresa Carniani, poetessa, scrittrice e traduttrice italiana (n. 1785)
- 10 gennaio - Santo Agelli, letterato italiano (n. 1773)
- 10 gennaio - Salomon-Guillaume Counis, pittore svizzero (n. 1785)
- 13 gennaio - Francisco José Debali, compositore ungherese (n. 1791)
- 17 gennaio - Bartolomeo Biasoletto, chimico, botanico e naturalista italiano (n. 1793)
- 18 gennaio - Alessandro Macioti, arcivescovo cattolico e diplomatico italiano (n. 1798)
- 18 gennaio - Alfred Vail, inventore statunitense (n. 1807)
- 20 gennaio - Bettina Brentano von Arnim, scrittrice tedesca (n. 1785)
- 20 gennaio - Vincenzo Carmignani, naturalista, medico e botanico italiano (n. 1779)
- 20 gennaio - Stefano Scerra, arcivescovo cattolico italiano (n. 1775)
- 21 gennaio - Henry Hallam, storico inglese (n. 1777)
- 21 gennaio - Michele Magone, italiano (n. 1845)
- 22 gennaio - Menachem Mendel di Kotzk, rabbino polacco (n. 1787)
- 22 gennaio - Joseph Ludwig Raabe, matematico svizzero (n. 1801)
- 24 gennaio - Massimina Rosellini Fantastici, scrittrice e poetessa italiana (n. 1789)
- 25 gennaio - Luigi Basiletti, pittore, architetto e storico italiano (n. 1780)
- 28 gennaio - Carl Adolph Agardh, botanico, politico e vescovo luterano svedese (n. 1785)
- 28 gennaio - Frederick John Robinson, politico britannico (n. 1782)
- 29 gennaio - William Cranch Bond, astronomo statunitense (n. 1789)
- 29 gennaio - William H. Prescott, storico statunitense (n. 1796)

## Febbraio(16)
- 5 febbraio - Alecu Russo, patriota e scrittore rumeno (n. 1819)
- 6 febbraio - Francesco Calabrò, medico italiano (n. 1776)
- 7 febbraio - Agostino Codazzi, geografo, cartografo e generale italiano (n. 1793)
- 7 febbraio - Moritz Ludwig George Wichmann, astronomo tedesco (n. 1821)
- 7 febbraio - Anton Aloys Wolf, vescovo cattolico sloveno (n. 1782)
- 10 febbraio - Anna Maria di Sassonia, nobile (n. 1836)
- 13 febbraio - Eliza Acton, cuoca e poetessa britannica (n. 1799)
- 14 febbraio - Francesco Zunini, politico italiano (n. 1786)
- 15 febbraio - Frederick Hervey, I marchese di Bristol, politico britannico (n. 1769)
- 16 febbraio - François-Léon Benouville, pittore francese (n. 1821)
- 19 febbraio - John Abbey, organaro inglese (n. 1785)
- 20 febbraio - Emilio Dandolo, patriota e militare italiano (n. 1830)
- 20 febbraio - Charles-Marie-Joseph Despine, politico francese (n. 1792)
- 20 febbraio - Mary Paget, nobildonna inglese (n. 1812)
- 23 febbraio - Zygmunt Krasiński, poeta e scrittore polacco (n. 1812)
- 26 febbraio - Carl Ludwig Doleschall, aracnologo e entomologo ungherese (n. 1827)

## Marzo(12)
- 5 marzo - Ippolito Cavalcanti, cuoco e letterato italiano (n. 1787)
- 8 marzo - Aaron Venable Brown, politico statunitense (n. 1795)
- 8 marzo - Giacinto Carena, naturalista e linguista italiano (n. 1778)
- 13 marzo - Vilhelm Pedersen, illustratore danese (n. 1820)
- 14 marzo - Nicola Tacchinardi, violoncellista e tenore italiano (n. 1772)
- 19 marzo - David Campbell, politico statunitense (n. 1779)
- 20 marzo - Alexandre d'Alton, generale francese (n. 1776)
- 23 marzo - Ichikawa Danjūrō VII, attore teatrale e scrittore giapponese (n. 1791)
- 23 marzo - Aleksej Dmitrievič Saltykov, esploratore, diplomatico e scrittore russo (n. 1806)
- 27 marzo - Ridolfo Castinelli, ingegnere e politico italiano (n. 1791)
- 27 marzo - Adelaide Tosi, soprano italiano (n. 1800)
- 31 marzo - Martin Hamuljak, attivista, linguista e giornalista slovacco (n. 1789)

## Aprile(14)
- 4 aprile - Élisabeth Le Bas, rivoluzionaria francese (n. 1772)
- 6 aprile - Filippo Antolini, architetto e ingegnere italiano (n. 1787)
- 7 aprile - René Théodore Berthon, pittore francese (n. 1776)
- 9 aprile - Giulio Cesare Rospigliosi, nobile italiano (n. 1781)
- 12 aprile - Jean-Joseph Ader, scrittore, storico e drammaturgo francese (n. 1796)
- 12 aprile - Angiolina Bosio, soprano italiano (n. 1830)
- 14 aprile - Lady Morgan, scrittrice irlandese (n. 1781)
- 16 aprile - Alexis de Tocqueville, filosofo, politico e giurista francese (n. 1805)
- 18 aprile - Tantia Topi, militare indiano (n. 1819)
- 20 aprile - Ignaz Venetz, ingegnere e naturalista svizzero (n. 1788)
- 20 aprile - Pietro Villanis, avvocato italiano
- 21 aprile - Carl Friedrich Nägelsbach, filologo classico tedesco (n. 1806)
- 21 aprile - Otto Sendtner, botanico tedesco (n. 1813)
- 25 aprile - Cristiano del Palatinato-Zweibrücken, nobile e militare tedesco (n. 1782)

## Maggio(29)
- 1º maggio - James Clement Boswell, circense inglese (n. 1826)
- 1º maggio - John Walker, farmacista e inventore inglese (n. 1781)
- 2 maggio - Eliza Courtney, nobildonna inglese (n. 1792)
- 3 maggio - Anders Gustaf Dahlbom, entomologo svedese (n. 1806)
- 4 maggio - Joseph Diaz Gergonne, matematico francese (n. 1771)
- 4 maggio - Michele Medici, anatomista e fisiologo italiano (n. 1782)
- 5 maggio - Peter Gustav Lejeune Dirichlet, matematico tedesco (n. 1805)
- 5 maggio - Costanzo Gazzera, archeologo e politico italiano (n. 1778)
- 5 maggio - Charles Robert Leslie, pittore statunitense (n. 1794)
- 6 maggio - Alexander von Humboldt, naturalista, esploratore e geografo tedesco (n. 1769)
- 7 maggio - Carlo Bartolomeo Romilli, arcivescovo cattolico italiano (n. 1794)
- 8 maggio - José de Madrazo, pittore spagnolo (n. 1781)
- 11 maggio - Giovanni d'Asburgo-Lorena, nobile e politico austriaco (n. 1782)
- 12 maggio - Sergej Timofeevič Aksakov, scrittore russo (n. 1791)
- 14 maggio - Giovanni Battista Monti, avvocato, politico e notaio svizzero (n. 1781)
- 14 maggio - Joseph Sturge, politico e attivista britannico (n. 1793)
- 15 maggio - Paolo Fabrizi, medico e patriota italiano (n. 1805)
- 15 maggio - Lancelot-Théodore Turpin de Crissé, scrittore e pittore francese (n. 1782)
- 19 maggio - Giuseppe Brignone, politico italiano (n. 1808)
- 19 maggio - Heinrich Zollinger, botanico svizzero (n. 1818)
- 20 maggio - Josip Jelačić, militare e politico (n. 1801)
- 21 maggio - Tomaso Morelli di Popolo, militare italiano (n. 1814)
- 22 maggio - Edoardo Brunetta d'Usseaux, militare italiano (n. 1816)
- 22 maggio - Ferdinando II delle Due Sicilie, re (n. 1810)
- 26 maggio - Célestin Du Pont, cardinale e arcivescovo cattolico francese (n. 1792)
- 27 maggio - Ferdinando Cartellieri, patriota italiano (n. 1830)
- 27 maggio - Carlo De Cristoforis, patriota italiano (n. 1824)
- 28 maggio - Gustav Heinrich von Braun, generale e politico prussiano (n. 1775)
- 28 maggio - Angelo Melotto, presbitero e missionario italiano (n. 1828)

## Giugno(22)
- 3 giugno - Ernest Charles Vanéechout, militare francese (n. 1823)
- 4 giugno - Gustave Cler, generale e scrittore francese (n. 1814)
- 4 giugno - Charles-Marie-Esprit Espinasse, generale e politico francese (n. 1815)
- 4 giugno - Abramo Ferraresi, scrittore e patriota italiano (n. 1822)
- 4 giugno - Marie Louis Henry de Granet-Lacroix de Chabrières, militare francese (n. 1807)
- 8 giugno - Walter Hunt, inventore statunitense (n. 1796)
- 11 giugno - Klemens von Metternich, nobile, diplomatico e politico austriaco (n. 1773)
- 17 giugno - Narciso Bronzetti, patriota italiano (n. 1821)
- 19 giugno - Johann Gottlob von Quandt, storico dell'arte e mecenate tedesco (n. 1787)
- 22 giugno - Jules Charles Conway De Cotte, generale francese (n. 1807)
- 23 giugno - Marija Pavlovna Romanova, nobile russa (n. 1786)
- 24 giugno - Michele Angelo Balegno di Carpeneto, militare italiano (n. 1814)
- 24 giugno - Amédée Laurans des Ondes, militare francese (n. 1811)
- 24 giugno - Karl Windisch-Graetz, militare austriaco (n. 1821)
- 24 giugno - Claude Michel Ernest de Neuchèze, militare francese (n. 1807)
- 24 giugno - Armand Marie de Roquefeuille, militare francese (n. 1815)
- 25 giugno - Melchior de Marion Brésillac, missionario e vescovo cattolico francese (n. 1813)
- 25 giugno - Louis-Charles de Maleville, ufficiale francese (n. 1813)
- 27 giugno - María de la Concepción y Bellonio Pignatelli de Aragon, nobildonna spagnola (n. 1824)
- 29 giugno - Davide Caminati, militare italiano (n. 1809)
- 29 giugno - Carlo Ignazio Giulio, matematico e politico italiano (n. 1803)
- 30 giugno - Charles Auger, generale francese (n. 1809)

## Luglio(24)
- 2 luglio - Gilbert Elliot-Murray-Kynynmound, II conte di Minto, nobile e politico britannico (n. 1782)
- 3 luglio - Franz Burdina von Löwenkampf, generale austriaco (n. 1805)
- 5 luglio - Charles Cagniard de Latour, ingegnere e fisico francese (n. 1777)
- 7 luglio - Richard Musgrave, III baronetto di Tourin, politico irlandese (n. 1790)
- 8 luglio - Oscar I di Svezia, sovrano francese (n. 1799)
- 11 luglio - William Richard Hamilton, antiquario, esploratore e diplomatico britannico (n. 1777)
- 12 luglio - Luigi Beretta, militare italiano (n. 1810)
- 13 luglio - Giorgio Regnoli, chirurgo italiano (n. 1797)
- 14 luglio - Thomas Horsfield, naturalista statunitense (n. 1773)
- 16 luglio - Charles Cathcart, II conte Cathcart, generale scozzese (n. 1783)
- 17 luglio - Petrus Borel, scrittore, letterato e poeta francese (n. 1809)
- 17 luglio - Stefania di Hohenzollern-Sigmaringen, regina (n. 1837)
- 20 luglio - Matteo Annibale Arnaldi, generale italiano (n. 1801)
- 21 luglio - John Gayle, magistrato e politico statunitense (n. 1792)
- 22 luglio - Étienne Cartier, numismatico e storico francese (n. 1780)
- 22 luglio - Louis De Potter, scrittore e politico belga (n. 1786)
- 23 luglio - Marceline Desbordes-Valmore, poetessa, scrittrice e attrice teatrale francese (n. 1786)
- 24 luglio - Caroline von Holnstein, nobildonna tedesca (n. 1815)
- 25 luglio - Guglielmo Lochis, politico italiano (n. 1789)
- 29 luglio - Léon-Lévy Brunswick, commediografo e librettista francese (n. 1805)
- 29 luglio - Auguste Mathieu Panseron, compositore e insegnante francese (n. 1796)
- 30 luglio - Richard Rush, politico statunitense (n. 1780)
- 31 luglio - Giuseppe Albini, ammiraglio e politico italiano (n. 1780)
- 31 luglio - Aleksandr Ivanovič Terebenëv, scultore russo (n. 1815)

## Agosto(19)
- 1º agosto - Stefan Bogoridi, nobile ottomano (n. 1775)
- 2 agosto - Horace Mann, educatore e politico statunitense (n. 1796)
- 3 agosto - Aleksej Tyranov, pittore russo (n. 1808)
- 4 agosto - Giovanni Maria Vianney, presbitero francese (n. 1786)
- 8 agosto - Luigi Pernigotti, politico italiano (n. 1803)
- 10 agosto - Jean de Chantelauze, politico e magistrato francese (n. 1787)
- 10 agosto - Pietro Valente, architetto e teorico dell'architettura italiano (n. 1794)
- 14 agosto - Luigi Bartolucci, patriota italiano (n. 1788)
- 14 agosto - Federico IV di Salm-Kyrburg, principe tedesco (n. 1789)
- 14 agosto - Maria Elisabetta Renzi, religiosa italiana (n. 1786)
- 18 agosto - Antonio D'Antoni, compositore e direttore d'orchestra italiano (n. 1801)
- 20 agosto - Juan Bautista Ceballos, politico messicano (n. 1811)
- 20 agosto - Giovanni Battista Giani, archeologo italiano (n. 1788)
- 22 agosto - Chiarissimo Falconieri Mellini, cardinale e arcivescovo cattolico italiano (n. 1794)
- 24 agosto - Pietro Contrucci, abate, politico e epigrafista italiano (n. 1788)
- 26 agosto - Perpetuo Guasco, vescovo cattolico italiano (n. 1803)
- 28 agosto - Mulay 'Abd al-Rahman, sultano marocchino (n. 1778)
- 28 agosto - Leigh Hunt, saggista, poeta e scrittore inglese (n. 1784)
- 30 agosto - Clemente de Maugny, politico e generale francese (n. 1798)

## Settembre(19)
- 1º settembre - Louis-Marie Querbes, presbitero francese (n. 1793)
- 2 settembre - Delia Bacon, scrittrice statunitense (n. 1811)
- 3 settembre - Karl von Abel, politico tedesco (n. 1788)
- 4 settembre - Friedrich Wilhelm Leopold Pfeil, naturalista tedesco (n. 1783)
- 5 settembre - Friedrich von Olivier, pittore tedesco (n. 1791)
- 5 settembre - Savino Savini, patriota e drammaturgo italiano (n. 1813)
- 10 settembre - Giuseppe Crispi, vescovo cattolico e filologo italiano (n. 1781)
- 10 settembre - Thomas Nuttall, botanico e zoologo britannico (n. 1786)
- 13 settembre - Faddej Bulgarin, giornalista e scrittore polacco (n. 1789)
- 13 settembre - Wilhelm Josef Grailich, mineralogista austriaco (n. 1829)
- 15 settembre - Isambard Kingdom Brunel, ingegnere britannico (n. 1806)
- 21 settembre - Camille Polonceau, ingegnere francese (n. 1813)
- 21 settembre - Charles Hamilton Smith, artista e naturalista inglese (n. 1776)
- 22 settembre - Muhammad II ibn al-Husayn, tunisino (n. 1811)
- 24 settembre - Chikavira Rajendra, indiano
- 25 settembre - Charles de Vast-Vimeux, politico, militare e nobile francese (n. 1787)
- 27 settembre - Gioacchino Antonelli, vescovo cattolico italiano (n. 1792)
- 28 settembre - Carl Ritter, geografo tedesco (n. 1779)
- 28 settembre - Philipp Spitta, poeta tedesco (n. 1801)

## Ottobre(21)
- 2 ottobre - Troiano Marulli, militare e letterato italiano (n. 1774)
- 3 ottobre - John Young Mason, politico e diplomatico statunitense (n. 1799)
- 3 ottobre - George Villiers, V conte di Jersey, nobile e politico inglese (n. 1773)
- 4 ottobre - Karl Baedeker, editore tedesco (n. 1801)
- 4 ottobre - Luigi Nomis di Cossilla, nobile italiano (n. 1793)
- 6 ottobre - Charles Marie de Beaumont d'Autichamp, militare francese (n. 1770)
- 9 ottobre - Cosroe Dusi, pittore italiano (n. 1808)
- 9 ottobre - Brigida Lorenzani, contralto italiano
- 11 ottobre - Guglielmo di Baden, nobile (n. 1792)
- 12 ottobre - Robert Stephenson, ingegnere britannico (n. 1803)
- 13 ottobre - Moritz von Hirschfeld, generale prussiano (n. 1790)
- 13 ottobre - José Miguel de Velasco, politico boliviano (n. 1795)
- 16 ottobre - John Fane, XI conte di Westmorland, politico, generale e ambasciatore inglese (n. 1784)
- 18 ottobre - Ferdinando Foggi, matematico italiano (n. 1787)
- 22 ottobre - Louis Spohr, compositore, violinista e direttore d'orchestra tedesco (n. 1784)
- 24 ottobre - George Child Villiers, VI conte di Jersey, nobile e politico inglese (n. 1808)
- 24 ottobre - William Waldegrave, VIII conte Waldegrave, nobile e ufficiale inglese (n. 1788)
- 26 ottobre - Franz de Paula von Colloredo-Wallsee, diplomatico e nobile austriaco (n. 1799)
- 26 ottobre - Sophonisba Angusciola Peale, ornitologa e artista statunitense (n. 1786)
- 27 ottobre - Ernst Friedrich Apelt, filosofo tedesco (n. 1812)
- 29 ottobre - Cencio Vendetta, brigante italiano (n. 1825)

## Novembre(19)
- 7 novembre - Carl Gottlieb Reißiger, compositore tedesco (n. 1798)
- 8 novembre - Pierre Claude François Delorme, pittore e incisore francese (n. 1783)
- 8 novembre - Enrico XX di Reuss-Greiz, principe (n. 1794)
- 9 novembre - Justus Georg Westphal, astronomo tedesco (n. 1824)
- 13 novembre - Ernesta Legnani Bisi, pittrice italiana (n. 1788)
- 13 novembre - Prudens van Duyse, scrittore belga (n. 1804)
- 14 novembre - Thomas de Grey, II conte de Grey, politico e militare britannico (n. 1781)
- 16 novembre - George R. Gilmer, politico statunitense (n. 1790)
- 17 novembre - James Ward, pittore e incisore inglese (n. 1769)
- 19 novembre - Charles-Gaspard Delestre-Poirson, drammaturgo e librettista francese (n. 1790)
- 20 novembre - Mountstuart Elphinstone, politico e storico britannico (n. 1779)
- 20 novembre - John Wolley, ornitologo britannico (n. 1823)
- 21 novembre - Antonio Arcioni, patriota e militare svizzero (n. 1811)
- 21 novembre - Charles Chevalier, ingegnere e ottico francese (n. 1804)
- 21 novembre - Yoshida Shōin, rivoluzionario e educatore giapponese (n. 1830)
- 22 novembre - Charles Lenormant, archeologo, numismatico e egittologo francese (n. 1802)
- 23 novembre - Giovanni De Min, pittore e incisore italiano (n. 1786)
- 26 novembre - Saverio Marchese, pittore italiano (n. 1806)
- 28 novembre - Washington Irving, scrittore statunitense (n. 1783)

## Dicembre(22)
- 1º dicembre - John Austin, giurista e filosofo britannico (n. 1790)
- 2 dicembre - John Brown, attivista statunitense (n. 1800)
- 3 dicembre - Letizia Murat, socialite francese (n. 1802)
- 4 dicembre - Giovanni Minoli, patriota italiano (n. 1847)
- 5 dicembre - Jakob Josef Jauch, presbitero, poeta e compositore svizzero (n. 1802)
- 5 dicembre - Louis Poinsot, matematico e fisico francese (n. 1777)
- 5 dicembre - Nicola Sole, patriota e poeta italiano (n. 1821)
- 7 dicembre - Placido Fabris, pittore italiano (n. 1802)
- 8 dicembre - Thomas de Quincey, scrittore, giornalista e traduttore britannico (n. 1785)
- 15 dicembre - Pio Vincenzo Forzani, vescovo cattolico italiano (n. 1792)
- 16 dicembre - Wilhelm Grimm, filologo, linguista e scrittore tedesco (n. 1786)
- 17 dicembre - Miguel Barbachano, politico messicano (n. 1807)
- 17 dicembre - Marzia Provaglio, nobile italiana (n. 1781)
- 19 dicembre - Mirabeau Bonaparte Lamar, politico statunitense (n. 1798)
- 21 dicembre - Filippo Artico, vescovo cattolico italiano (n. 1798)
- 22 dicembre - Robert McAlpin Williamson, politico statunitense
- 26 dicembre - Johann Friedrich Ludwig Hausmann, mineralogista tedesco (n. 1782)
- 28 dicembre - Thomas Babington Macaulay, storico e politico britannico (n. 1800)
- 28 dicembre - Sophia Rawdon-Hastings, nobildonna scozzese (n. 1809)
- 29 dicembre - Pròsper de Bofarull, archivista e storico spagnolo (n. 1777)
- 30 dicembre - Carlos Pilo Boyl, architetto italiano (n. 1785)
- 31 dicembre - Luigi Ricci, compositore italiano (n. 1805)

## Senza giorno specificato(27)
- Jaber I Al-Sabah, sovrano kuwaitiano (n. 1772)
- Muhammad ibn Ali al-Sanusi, mistico algerino (n. 1787)
- Giovanni Ansaldo, imprenditore, ingegnere e architetto italiano (n. 1815)
- Mathias Arminjon, politico italiano (n. 1793)
- Pierre Boitard, botanico e geologo francese (n. 1789)
- Adolf Bäuerle, drammaturgo e giornalista austriaco (n. 1786)
- Costanzio II di Costantinopoli, arcivescovo ortodosso greco (n. 1789)
- David Cox, pittore e docente britannico (n. 1783)
- Helena Ekblom, scrittrice e predicatrice svedese (n. 1790)
- Francesco Flarer, oculista italiano (n. 1791)
- Hoşyar Kadin, ottomana
- Billy Bowlegs, politico nativo americano
- Václav Kliment Klicpera, scrittore e drammaturgo ceco (n. 1792)
- Mehmed Emin Rauf Pascià, politico ottomano (n. 1780)
- Giuseppe Moncalvo, attore teatrale italiano (n. 1781)
- Camillo Nalin, poeta italiano (n. 1788)
- Nana Sahib, rivoluzionario indiano (n. 1820)
- Gaetano Palazzotto, bibliografo italiano (n. 1814)
- Thomas Peckett Prest, scrittore, giornalista e musicista britannico (n. 1810)
- Rocco Racchetti, letterato, scrittore e retore italiano (n. 1786)
- Giacomo Santarelli, architetto e ingegnere italiano (n. 1786)
- Hans Egede Schack, scrittore danese (n. 1820)
- Grigorij Petrovič Šuvalov, ufficiale russo (n. 1804)
- Andrea Tonelli, patriota italiano (n. 1793)
- Nicolò Vergottini, politico italiano (n. 1797)
- Sa'id I bin Butti, sovrano emiratino
- Francescantonio del Mercato, avvocato e patriota italiano (n. 1774)